# USS Woolsey (DD-437)
USS Woolsey (DD-437), là một tàu khu trục lớp Gleaves được Hải quân Hoa Kỳ chế tạo trong Chiến tranh Thế giới thứ hai. Nó đã tham gia suốt Thế Chiến II, sống sót qua cuộc xung đột, ngừng hoạt động năm 1947 và bị tháo dỡ năm 1974. Nó là chiếc tàu chiến thứ hai của Hải quân Hoa Kỳ được đặt cái tên này, và là chiếc đầu tiên được đặt theo cả tên Thiếu tướng Hải quân Melancthon Brooks Woolsey (1817-1874), người tham gia cuộc Nội chiến Hoa Kỳ, lẫn cha ông, Thiếu tướng Hải quân Melancthon Taylor Woolsey (1782-1838), người tham gia cuộc Chiến tranh 1812.

## Thiết kế và chế tạo
Woolsey được chế tạo tại xưởng tàu của hãng Bath Iron Works ở Bath, Maine. Nó được đặt lườn vào ngày 9 tháng 10 năm 1939; được hạ thủy vào ngày 12 tháng 2 năm 1941, và được đỡ đầu bởi bà Irving Spencer. Con tàu được cho nhập biên chế cùng Hải quân Hoa Kỳ vào ngày 7 tháng 5 năm 1941 dưới quyền chỉ huy của Trung tá Hải quân William H. Von Dreele.

## Lịch sử hoạt động

### 1941-1942
Sau chuyến đi chạy thử máy tại vùng biển Caribe, Woolsey gia nhập Hạm đội Đại Tây Dương vào tháng 9 năm 1941. Thoạt tiên, nó làm nhiệm vụ Tuần tra Trung lập do Tổng thống Franklin D. Roosevelt đặt ra nhằm giữ cho Chiến tranh Thế giới thứ hai không lan đến khu vực Tây bán cầu. Trong một thời gian, chiếc tàu khu trục đã phục vụ hộ tống cho chiếc thiết giáp hạm North Carolina (BB-55) mới được đưa vào hoạt động, trước khi chuyển sang hộ tống các đoàn tàu vận tải đi lại giữa Hoa Kỳ và Iceland. Nó đang trên chặng đi của một chuyến hộ tống khứ hồi như vậy đến Iceland khi Nhật Bản bất ngờ tấn công Trân Châu Cảng vào ngày 7 tháng 12 năm 1941, thúc đẩy Hoa Kỳ chính thức tham chiến. Hoạt động hộ tống của nó giờ đây mở rộng đến tận vùng quần đảo Anh và Puerto Rico, và kéo dài cho đến mùa Thu năm 1942.

#### Chiến dịch Torch
Trong khuôn khổ Chiến dịch Torch, cuộc đổ bộ lực lượng Đồng Minh lên Bắc Phi vốn còn do phe Vichy Pháp kiểm soát, Woolsey được phân về Hải đội Khu trục 13, làm nhiệm vụ bảo vệ chống tàu ngầm cho Lực lượng Tấn công Trung tâm vốn được phân công đổ bộ lên Fedhala, Maroc. Lực lượng khởi hành từ Hampton Roads, Virginia vào ngày 24 tháng 10, gặp gỡ các đơn vị khác bốn ngày sau đó để hình thành nên Lực lượng Đặc nhiệm 34. Nó đi đến ngoài khơi Fedhala ngay trước nửa đêm ngày 7 tháng 11, và từ 05 giờ 00 đến 06 giờ 00 sáng hôm sau, lực lượng đã đổ bộ và bình định bãi đổ bộ. Sức chống cự của đối phương nhanh chóng bị dập tắt, và trong giai đoạn đầu của chiến dịch, hoạt động của nó không nhiều hơn việc tuần tra đề phòng tàu ngầm đối phương.
Cho dù chậm trễ, sau đó Hải quân Đức vẫn can thiệp vào chiến dịch, khi các tàu ngầm U-boat bắt đầu tấn công các tàu vận tải. Vào ngày 11 tháng 11, U-173 đã đánh chìm chiếc Joseph Hewes (AP-50); và từ đó cho đến ngày 15 tháng 11, nhiều cuộc tấn công khác cũng diễn ra. Vào ngày 16 tháng 11, U-173 quay trở lại khu vực và có thể nó là chiếc đã phóng ngư lôi nhắm vào Electra (AK-21). Lần này, chiếc U-boat đã không thể chạy thoát; Woolsey đang tuần tra chống tàu ngầm đã bắt được tín hiệu sonar của đối thủ, và đã cùng với Swanson (DD-443) và Quick (DD-490) tấn công. Cả ba chiếc tàu khu trục phối hợp tấn công bằng mìn sâu và tiêu diệt được U-173. Sang ngày hôm sau nó rời vùng bờ biển Morocco để quay trở về Hampton Roads, về đến nơi vào ngày 30 tháng 11.

### 1943

#### Hộ tống vận tải
Sau một loạt các hoạt động huấn luyện dọc theo vùng bờ Đông, chủ yếu ngoài khơi bờ biển New England, Woolsey bắt đầu làm nhiệm vụ hộ tống các đoàn tàu vận tải vượt Đại Tây Dương từ giữa tháng 1 năm 1943. Vào ngày 14 tháng 1, nó rời New York cùng Đoàn tàu UGF-4, đi đến Casablanca vào ngày 25 tháng 1, và sau một tuần lễ ở lại cảng đã hộ tống cho Đoàn tàu GUF-4 quay trở về, về đến New York vào ngày 13 tháng 2. Đến đầu tháng 3, nó giúp hộ tống Đoàn tàu UGF-6 đi Casablanca, rồi thực hiện một chuyến đi khứ hồi ngắn từ Casablanca đến Gibraltar, trước khi quay trở về vùng bờ Đông cùng Đoàn tàu GUF-6 vào đầu tháng 4. Chiếc tàu khu trục sau đó hoạt động dọc theo bờ biển Đại Tây Dương cho đến giữa tháng 5, tuần tra chống tàu ngầm và bảo vệ các đoàn tàu ven biển giữa Norfolk và New York. Vào ngày 14 tháng 5, nó khởi hành từ New York cùng Đoàn tàu UGS-8 cho chuyến vượt đại dương cuối cùng, đi đến Casablanca vào ngày 1 tháng 6. Đến ngày 15 tháng 6, nó lên đường đi ngang qua Gibraltar để đến Algiers trên bờ biển Địa Trung Hải của Bắc Phi.

#### Các chiến dịch Địa Trung Hải
Khi Woolsey đi đến Gibraltar vào ngày hôm sau, nó trình diện để hoạt động cùng Đệ Bát hạm đội, kịp lúc để tham gia Chiến dịch Husky, cuộc đổ bộ của lực lượng Đồng Minh lên Sicily thuộc Ý. Các hoạt động tại vùng biển chung quanh bán đảo ý chiếm hầu hết thời gian của nó trong tám tháng tiếp theo sau. Trong cuộc đổ bộ lên Sicily, nó đảm nhiệm bắn pháo hỗ trợ cho một trong số ba khu vực đổ bộ tại bãi Licata. Ngoại trừ một chuyến khứ hồi ngắn đến Algiers vào giữa tháng 7, nó tiếp tục cung cấp hỏa lực hỗ trợ cho lực lượng trên bờ tại Sicily, giúp bảo vệ tàu bè Đồng Minh khỏi các cuộc không kích của Không quân Đức. Cho dù không ghi được chiến công bắn rơi máy bay đối phương nào, nó đã phá hủy một khẩu đội pháo trên đường ray bằng hải pháo.
Đến giữa tháng 8, khi Sicily đã được bình định, Woolsey bắt đầu chuẩn bị cho Chiến dịch Avalanche, cuộc đổ bộ của lực lượng Đồng Minh lên lục địa Ý tại Salerno. Chiếc tàu khu trục được phân về đội hỗ trợ hỏa lực của Lực lượng Tấn công phía Nam, bao gồm năm tàu tuần dương: bốn của Hoa Kỳ và một của Hải quân Hoàng gia Anh, cùng bốn tàu khu trục thuộc Đội khu trục 13 của Woolsey. Nhiệm vụ của họ là bảo vệ cho cuộc đổ bộ lên phần phía Nam của bờ vịnh Salerno. Trong cuộc đổ bộ vào ngày 9 tháng 9, phía Đồng Minh chỉ gặp sự kháng cự nhẹ, và nó chỉ được huy động hỗ trợ hỏa lực một lần duy nhất lúc 16 giờ 30 phút, khi trinh sát pháo binh trên bờ yêu cầu nó và Bristol (DD-453) bắn vào một đội hình xe tăng đối phương đang phản công.
Sau khi hoàn tất nhiệm vụ tại Salerno vào ngày hôm sau, Woolsey quay trở lại những hoạt động thường lệ, thực hiện những chuyến đi giữa Naples và các cảng Bắc Phi hộ tống các đoàn tàu vận chuyển tiếp liệu cho chiến dịch tại Ý đang mở rộng. Đang khi hoạt động ngoài khơi Oran, Algeria vào ngày 16 tháng 12, nó đụng độ với tàu ngầm U-73. Sau khi buộc chiếc U-boat đối phương phải nổi lên mặt nước sau các loạt mìn sâu, các pháo thủ của Woolsey làm nốt công việc tiêu diệt U-73. Chiếc tàu khu trục đã vớt và bắt làm tù binh 23 người sống sót từ chiếc U-boat.

### 1944
Vào cuối tháng 1 năm 1944, Woolsey quay trở lại hoạt động đổ bộ trong thành phần Đội Hỗ trợ Hỏa lực cho Chiến dịch Shingle, cuộc đổ bộ của lực lượng Đồng Minh lên Anzio. Đi đến ngoài khơi bãi đổ bộ vào ngày 22 tháng 1, nó bắn pháo theo yêu cầu của lực lượng đổ bộ trên bờ; tuy nhiên yếu tố bất ngờ của chiến dịch khiến hầu như không có sự kháng cự ban đầu, dần dần trở thành một cuộc tranh chấp quyết liệt. Không thành công trong việc đột phá sớm ra khỏi khu vực đổ bộ, lực lượng Đồng Minh bị quân Đức vây kín ba mặt với mối đe dọa bị đẩy lui ra biển. Sự kháng cự kiên cường của bộ binh Hoa Kỳ được hỗ trợ bởi hải pháo của Hải quân đã giúp giữ vững được bãi đổ bộ, cho đến khi mở được một đường liên lạc với lực lượng Salerno vào tháng 5. Trong tháng đầu tiên của trận chiến cam go này, chiếc tàu khu trục đã bắn pháo hỗ trợ cho lực lượng trên bờ và bảo vệ tàu bè duy trì đường tiếp liệu sống còn. Tuy nhiên, đến cuối tháng 2, nó rời khu vực chiến trường Ý quay trở về Hoa Kỳ cho những việc sửa chữa cần thiết. Sau một chặng dừng tại Gibraltar vào ngày 11 tháng 2, nó đi đến Horta thuộc quần đảo Azore trên đường quay về Boston, Massachusetts, đến nơi vào ngày 25 tháng 2.
Hoàn tất việc sửa chữa tại Boston vào giữa tháng 3, Woolsey tiến hành huấn luyện ôn tập tại Casco Bay, Maine trước khi lên đường quay trở lại Địa Trung Hải vào giữa tháng 4. Nó có một chặng dừng tại Gibraltar vào ngày cuối tháng, và đi đến Oran vào ngày 1 tháng 5. Trong ba tháng tiếp theo sau, nó hoạt động ngoài khơi Oran, tuần tra chống tàu ngầm các lối tiếp cận cảng này. Trong khi hoạt động cùng một đội săn tàu ngầm bao gồm Benson (DD-421), Ludlow (DD-438) và Niblack (DD-424) vào giữa tháng 5, nó trải qua cuộc đụng độ thứ ba, cũng là cuối cùng, với một tàu ngầm U-boat Đức. Một báo cáo về những quả ngư lôi bắn từ một chiếc U-boat mới đến khu vực Địa Trung Hải, chiếc U-960, đã đưa Đội khu trục 25 đi đến khu vực giữa Oran và Cartagena vào sáng sớm ngày 17 tháng 5, tiến hành nhiệm vụ tìm-diệt kéo dài hai ngày. Trong đêm 18-19 tháng 5, bốn chiếc tàu khu trục đã tách thành hai nhóm và bắt đầu tìm kiếm một dấu vết tàu ngầm cách 10 nmi (19 km) về mỗi bên mạn. Sau khoảng 1 giờ 40 phút, họ nhận được báo cáo rằng một máy bay đã phát hiện chiếc tàu ngầm khoảng 10 nmi (19 km) về phía trước Niblack và Ludlow.
Hai chiếc tàu khu trục đã tấn công; và vào lúc Woolsey đi đến hiện trường cùng với Benson và Madison (DD-425), họ đã thành công trong việc buộc chiếc U-boat phải nổi lên mặt nước sau 11 đợt tấn công bằng mìn sâu trong suốt bốn giờ. Ngay lập tức, cả năm chhiếc tàu khu trục khai hỏa nhắm vào đối phương; trong khi một máy bay ném bom Wellington của Anh tiếp cận ở độ cao thấp để thả mìn sâu gần chiếc U-960. Con tàu Đức chịu đựng nhiều phát đạn pháo 5 inch bắn trúng trước khi tiếp tục lặn xuống; Niblack phản ứng bằng các đợt thả mìn sâu. Đợt tấn công này là chí mạng cho U-960 khi nó lập tức nổi lên và thủy thủ đoàn của nó trèo ra khỏi tàu trước khi nó chìm lần cuối cùng lúc 07 giờ 15 phút ngày 19 tháng 5. Các tàu khu trục đã cứu vớt hạm trưởng cùng 21 thủy thủ của chiếc U-boat. Trong khi Niblack và Ludlow chính thức được ghi công đánh chìm chiếc tàu ngầm đối phương, rõ ràng là một điều công bằng khi xem xét quá trình bốn giờ tấn công liên tục và Niblack có thể đã ban "phát ân huệ" sau cùng, hỏa lực pháo 5 inch của Woolsey cũng đã góp phần vào việc tiêu diệt đối phương.
Sau hoạt động này, Woolsey tiếp tục các hoạt động tuần tra thường xuyên cho đến cuối tháng 7, khi nó bắt đầu chuẩn bị cho Chiến dịch Dragoon, cuộc đổ bộ của Đồng Minh lên miền Nam nước Pháp. Trong chiến dịch này, con tàu được phân về Đội bắn phá trực thuộc Lực lượng Camel, có nhiệm vụ hỗ trợ cho các cuộc đổ bộ lên sườn bên phải của khu vực tấn công gần Saint-Raphaël. Trong ngày 15 tháng 8, các khẩu pháo của nó đã phá hủy hai xe tăng đối phương. Cho dù khu vực đổ bộ Camel trở thành mũi tấn công bị tranh chấp quyết liệt nhất, toàn bộ chiến dịch đổ bộ ở miền Nam nước Pháp chỉ hơn một cuộc thao dượt quân sự.
Sau đợt đổ bộ ban đầu, Woolsey chuyển sang hỗ trợ cho Lực lượng Đặc nhiệm Nhảy dù 1 tiến quân dọc theo bờ biển về hướng Ý. Nó bắn phá các đường liên lạc đối phương dọc theo bờ biển, hỗ trợ cho việc giải phóng Cannes vào ngày 24 tháng 8. Chiếc tàu khu trục tiếp tục hoạt động dọc theo bờ biển Pháp-Ý cho đến cuối tháng 10. Vào lúc đó, nó đi đến viếng thăm Naples trước khi quay trở về Oran, về đến nơi vào ngày 29 tháng 11. Chiếc tàu chiến quay trở lại bờ biển phía Nam nước Pháp vào giữa tháng 12, tiếp tục các hoạt động bắn phá can thiệp cho đến giữa tháng 1 năm 1945. Nó tạm biệt vùng biển Địa Trung Hải và Hạm đội 8, thực hiện một lượt hoạt động tuần tra ngắn tại vùng biển Azores trước khi quay trở về Hoa Kỳ, về đến vào ngày 23 tháng 2.

### 1945
Sau khi hoạt động dọc theo bờ biển New England cho đến cuối tháng 4, và hộ tống một đoàn tàu vận tải sang Anh Quốc vào tháng 5, Woolsey quay trở về nhà để được tăng cường dàn hỏa lực phòng không, nhằm chuẩn bị để được thuyên chuyển sang Mặt trận Thái Bình Dương. Vào cuối tháng 6, nó đi về phía Nam, tiến hành huấn luyện ôn tập ngoài khơi vịnh Guantánamo, Cuba; và sau khi hoàn tất vào ngày 7 tháng 7, nó băng qua kênh đào Panama hai ngày sau đó, trình diện để phục vụ cùng Hạm đội Thái Bình Dương. Nó ghé qua San Diego, California từ ngày 18 tháng 7 đến ngày 3 tháng 8; và một tuần sau đó, khi con tàu còn ở lại Trân Châu Cảng, Nhật Bản chấp nhận đầu hàng. Đến cuối tháng 8, nó hộ tống một đoàn tàu vận tải đưa lực lượng chiếm đóng đến Nhật Bản, ghé lại Sasebo cho đến ngày 26 tháng 9, rồi thực hiện một hành trình khắp vùng Viễn Đông, viếng thăm Manila, Thượng Hải, Okinawa và Saipan.
Từ Saipan, Woolsey lên đường vào ngày 3 tháng 11 để quay trở về nhà, ghé qua Trân Châu Cảng và San Diego, băng qua kênh đào Panama vào ngày 29 tháng 11, và về đến Charleston, South Carolina vào ngày 4 tháng 12, bắt đầu được chuẩn bị để ngừng hoạt động. Vào ngày 8 tháng 3 năm 1946, chiếc tàu khu trục được đưa về thành phần dự bị, và đến ngày 6 tháng 2 năm 1947 được cho xuất biên chế. Bị bỏ không tại Đội Charleston, Hạm đội Dự bị Đại Tây Dương trong hơn mười năm, nó được kéo đến Boston vào cuối tháng 10 năm 1957. Tên nó được cho rút khỏi danh sách Đăng bạ Hải quân vào ngày 1 tháng 7 năm 1971, và cuối cùng nó bị bán cho hãng Andy International, Inc. để tháo dỡ vào ngày 29 tháng 5 năm 1974.

## Phần thưởng
Woolsey được tặng thưởng bảy Ngôi sao Chiến trận do thành tích phục vụ trong Thế Chiến II.